# Nora (commune)
Pour les articles homonymes, voir Nora (homonymie).
La commune de Nora est une commune suédoise du comté d'Örebro. Environ 10720  personnes y vivent (2020). Son siège se trouve à Nora.

## Localités principales
- Ås
- Gyttorp
- Nora
- Striberg

## Jumelages
- Hône (Italie)